# Laguna Escalerani
Die Laguna Escalerani (auch: Embalse Escalerani) ist ein rund 20 Hektar großer Stausee im Nationalpark Tunari in den Anden in Bolivien.

## Lage
Der See gehört verwaltungstechnisch zum Municipio Tiquipaya in der Provinz Quillacollo im Departamento Cochabamba.  Der See hat einen Umfang von 2,5 Kilometern und liegt an der Gemeindestraße Ruta 4101, die von Sacaba aus in nördlicher Richtung über Palca nach Challviri führt und dann nach Südwesten über Chapisirca zur Laguna Escalerani. Die Straße führt dann weiter über Tia Palca und Toro Laguna zu ihrem Endpunkt in Fiusilla.
Der See liegt auf einer Höhe von 4207 m, er wird von einigen kleinen Zuflüssen aus nordöstlichen Richtungen gespeist und sein Wasser durch einen Staudamm (Represa Escalerani) aufgestaut; der See entwässert über den „Canal Escalerani - La Cumbre“, der vom Stausee Escalerani in das Feuchtgebiet bei Titiri La Cumbre führt. Zu den Auswirkungen des Klimawandels gehört, dass der Stausee seine Kapazitäten kaum noch ausfüllen kann und so die Wasserversorgung des Großraums Cochabamba gefährdet.